# Elettrodinamica
L'elettrodinamica è la branca della fisica che si occupa dello studio dei campi elettromagnetici variabili nel tempo e in particolare dei rapporti tra essi e le sorgenti di tali campi, ovvero le cariche elettriche (ferme o in movimento). In genere con tale termine ci si riferisce comunemente all'elettrodinamica classica; l'approccio quantistico ovvero fotonico-corpuscolare ai fenomeni elettromagnetici va invece sotto il nome di elettrodinamica quantistica.

## Storia
La trattazione dei fenomeni di elettrodinamica fu uno dei passi importanti compiuti dalla fisica del XIX secolo, in seguito al quale si sarebbero poi ottenuti grandi progressi nel campo dell'elettrotecnica. 
A partire dalle prime significative esperienze di induzione elettromagnetica, compiute da Michael Faraday intorno al 1830, si cominciò ad intuire lo stretto legame tra corrente elettrica e campo magnetico. Queste osservazioni furono formalizzate in una legge matematica da F. Neumann e H. Lenz. Altri importanti contributi nel campo dell'elettrodinamica giunsero da Weber, Kirchhoff, Hertz, Lorentz, Maxwell. Quest'ultimo, in particolare, sviluppò la teoria dell'elettromagnetismo in grado di spiegare tutti i fenomeni classici di natura elettromagnetica sia nel caso stazionario che nel caso non stazionario ovvero variabile nel tempo. La teoria dell'elettromagnetismo di Maxwell fu successivamente sintetizzata da Oliver Heaviside attraverso quattro equazioni (note come Equazioni di Maxwell).

## Descrizione

### Elettrodinamica classica
La teoria dell'elettrodinamica classica parte dall'assunto delle equazioni di Maxwell passando per la determinazione del campo a distanza dalle sorgenti indagando la sua propagazione in spazio libero e quella guidata in mezzi guidanti (guide d'onda), i problemi di riflessione, rifrazione, dispersione e quelli connessi all'irradiazione elettromagnetica da parte dei sorgenti di campo come le densità di corrente elettriche e magnetiche fino a comprendere la covarianza relativistica dalle equazioni di Maxwell. È la base per la comprensione di molti altri settori dell'elettromagnetismo avanzato e applicato quali, ad esempio, la Teoria delle Antenne.

### Elettrodinamica quantistica
La teoria dell'elettrodinamica quantistica è invece la teoria quantistica del campo elettromagnetico. La QED descrive tutti i fenomeni che coinvolgono le particelle cariche interagenti per mezzo della forza elettromagnetica, includendo allo stesso tempo la teoria della relatività ristretta. Matematicamente ha la struttura di una teoria di gauge abeliana con un gruppo di gauge U(1); dal punto di vista fisico questo significa che le particelle cariche interagiscono fra loro attraverso lo scambio di bosoni a massa nulla detti fotoni. È stata definita "il gioiello della fisica" per le predizioni estremamente accurate di quantità come il momento magnetico anomalo del muone e lo spostamento di Lamb dei livelli energetici dell'idrogeno.